# Рача (Ђаковица)
Рача (алб. Raçë) је насељено место у општини Ђаковица, на Косову и Метохији. Према попису становништва из 2011. у насељу је живело 393 становника.

## Положај
Атар насеља се налази на територији катастарске општине Рача површине 261 ha. Село се налази недалеко од Ђаковице.

## Историја
На узвишењу, на левој обали реке Рачице налазе се остаци бедема римског утврђења из 3 — 4. века, који су 1968. године регистровани као споменик културе. На рачанском брегу, су до почетка 20. века постојали остаци старе српске цркве. По предању, када су Турци освојили ове крајеве и ушли у Рачу, у цркви су затекли попа са ђацима. Покушали су да са врећама вуне спале ђаке, свештеника и цркву, али се вуна претворила у земљу и тако је настао садашњи брежуљак.

## Становништво
Према попису из 2011. године, Рача има следећи етнички састав становништва:
| Националност | 2011.        |
| Албанци      | 393 (100,0%) |
| Укупно       | 393          |

| Демографија | Демографија | Демографија |
| Година      | Становника  | Становника  |
| ----------- | ----------- | ----------- |
| 1948.       | 125         |             |
| 1953.       | 175         |             |
| 1961.       | 226         |             |
| 1971.       | 280         |             |
| 1981.       | 387         |             |
| 1991.       | 466         |             |
| 2011.       | 393         |             |